# Clavipalpula aurariae
Clavipalpula aurariae är en fjärilsart som beskrevs av Charles Oberthür 1880. Clavipalpula aurariae ingår i släktet Clavipalpula och familjen nattflyn. Inga underarter finns listade i Catalogue of Life.

## Bildgalleri

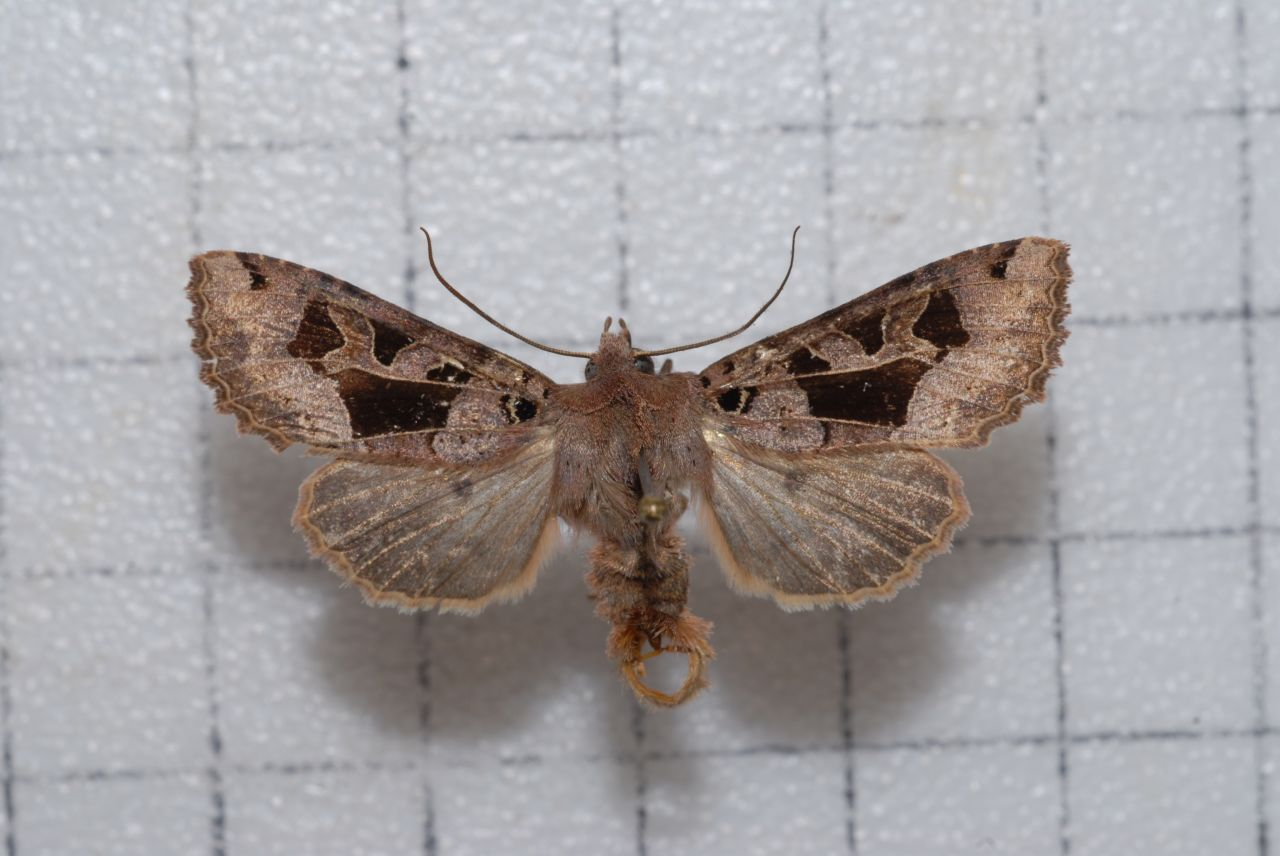
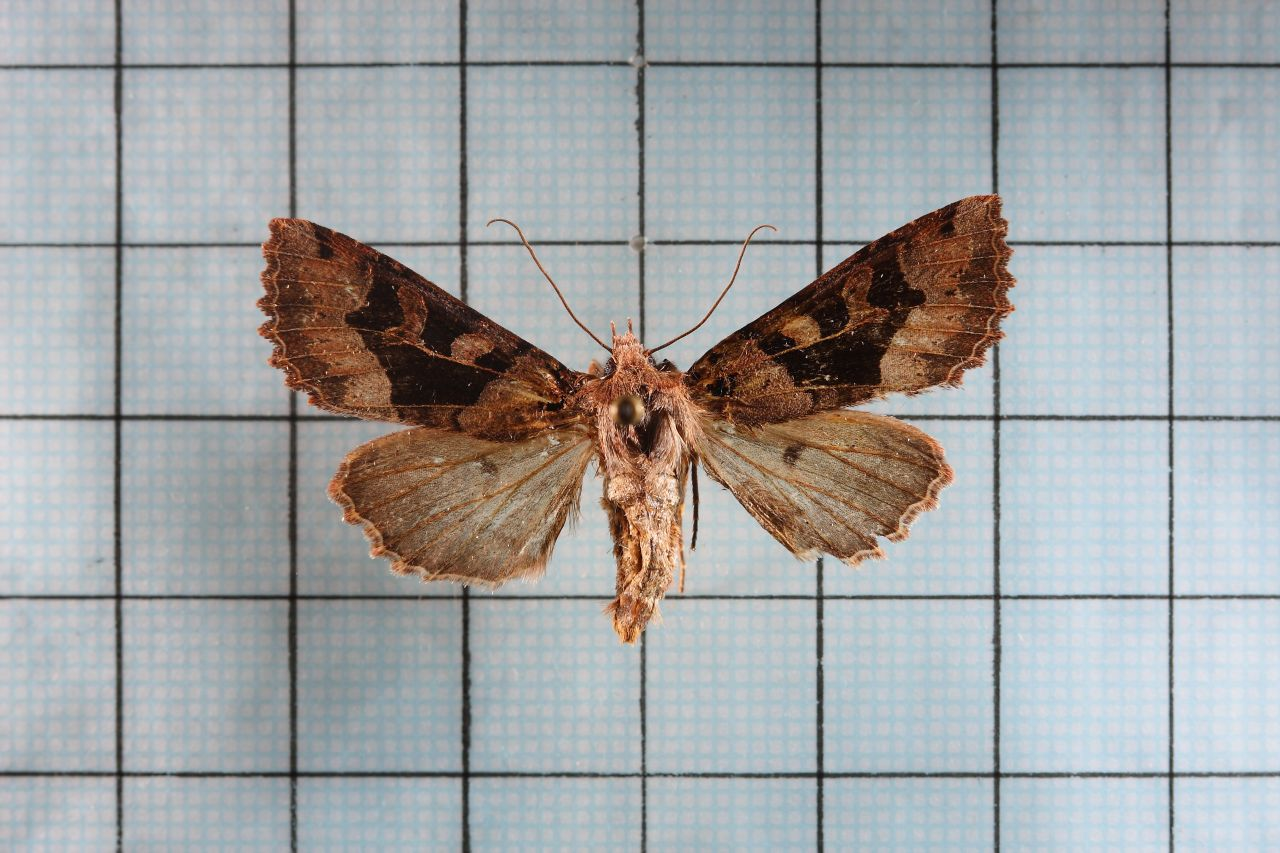
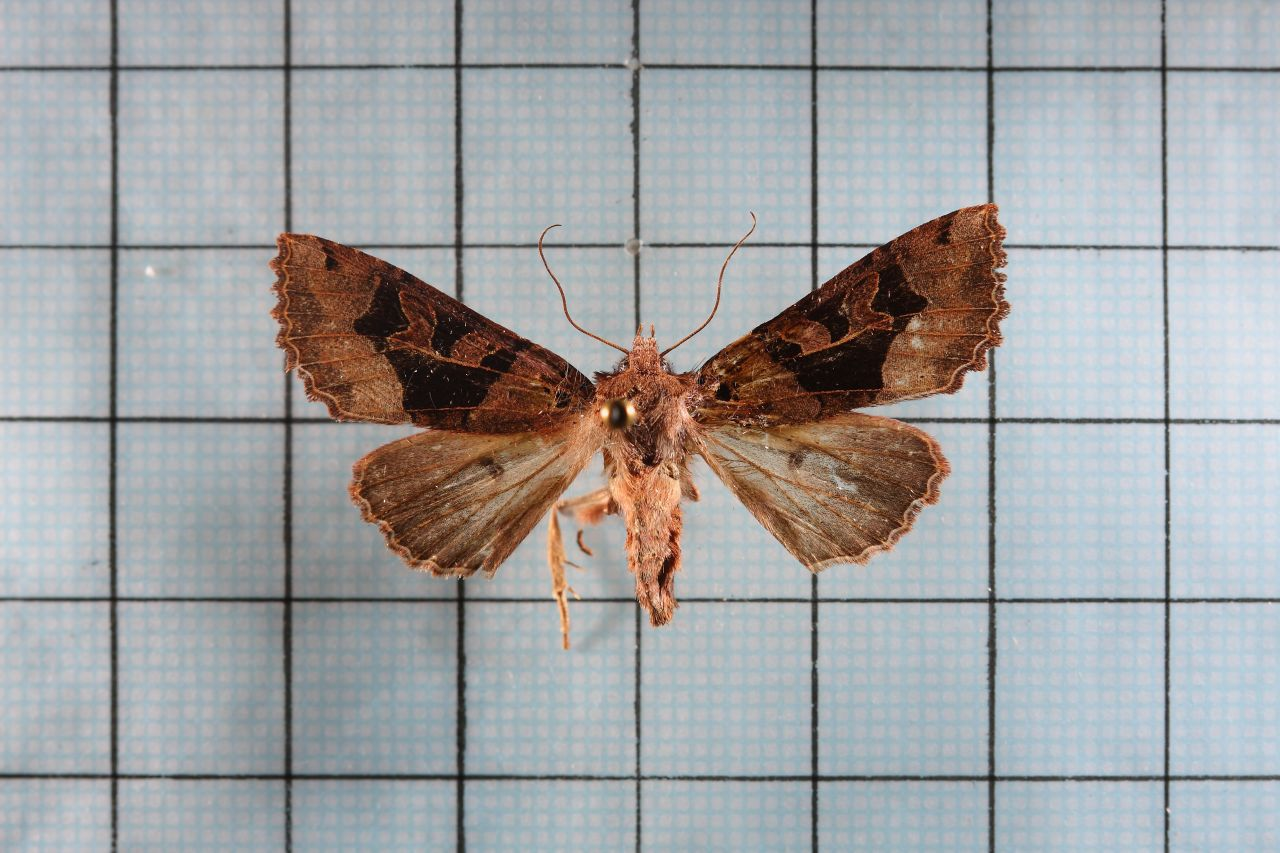
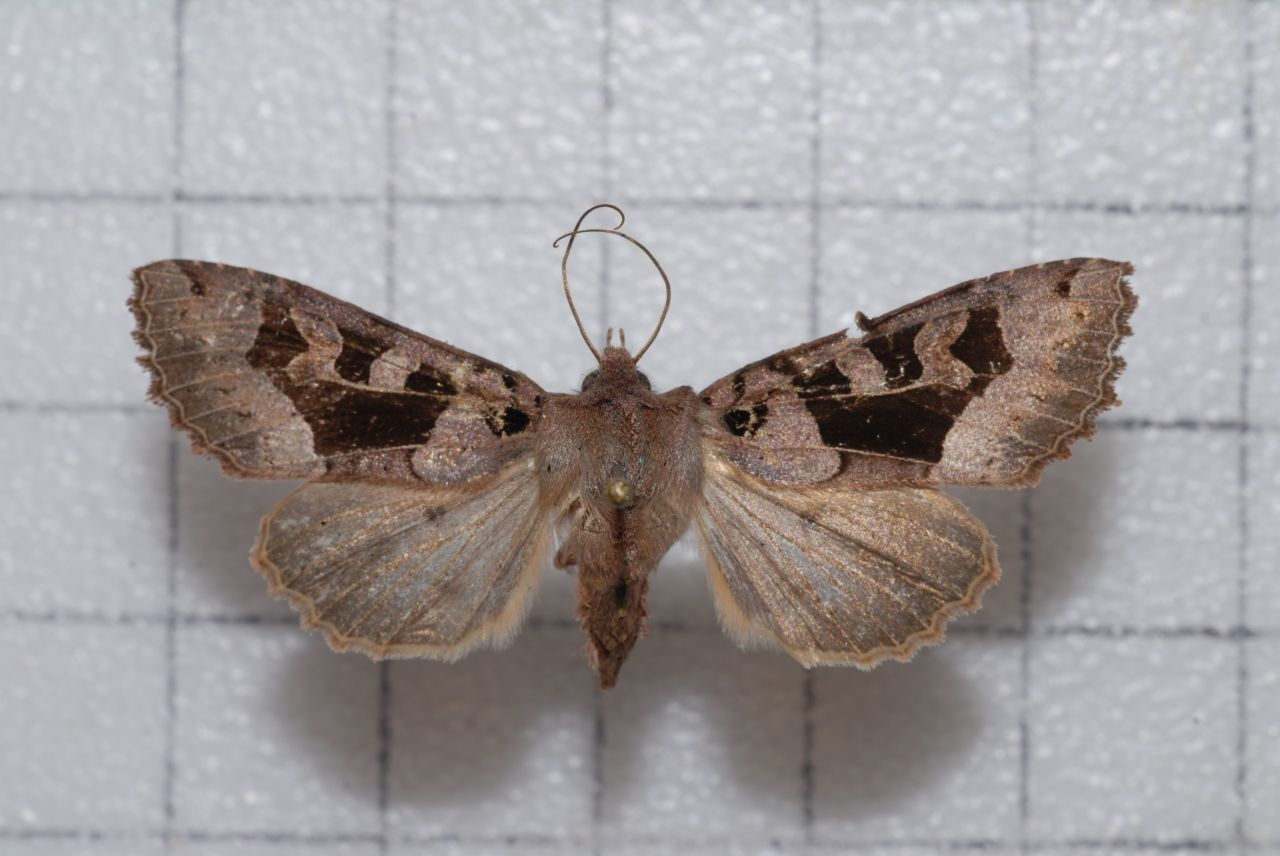